# United States Securities and Exchange Commission
United States Securities and Exchange Commission, SEC, är en amerikansk fristående myndighet som utövar tillsyn över handeln med värdepapper.
SEC har funnits sedan 1934 och bestämmer regler för handeln med obligationer, aktier, derivat, råvaror och andra instrument som handlas på registrerad marknadsplats. SEC övervakar även efterlevnaden av reglerna och kan utfärda kraftiga sanktioner vid överträdelser. Exempel på överträdelser som beivras är så kallad insiderhandel, bedrägeri och felaktig redovisning.
SEC misslyckades under flera år i början av 2000-talet med att upptäcka det ponzibedrägeri som Bernie Madoff ägnade sig åt, trots flera tips ifrån en viss Harry Markopolos, det första våren 2000.